# Rivière de Beilun

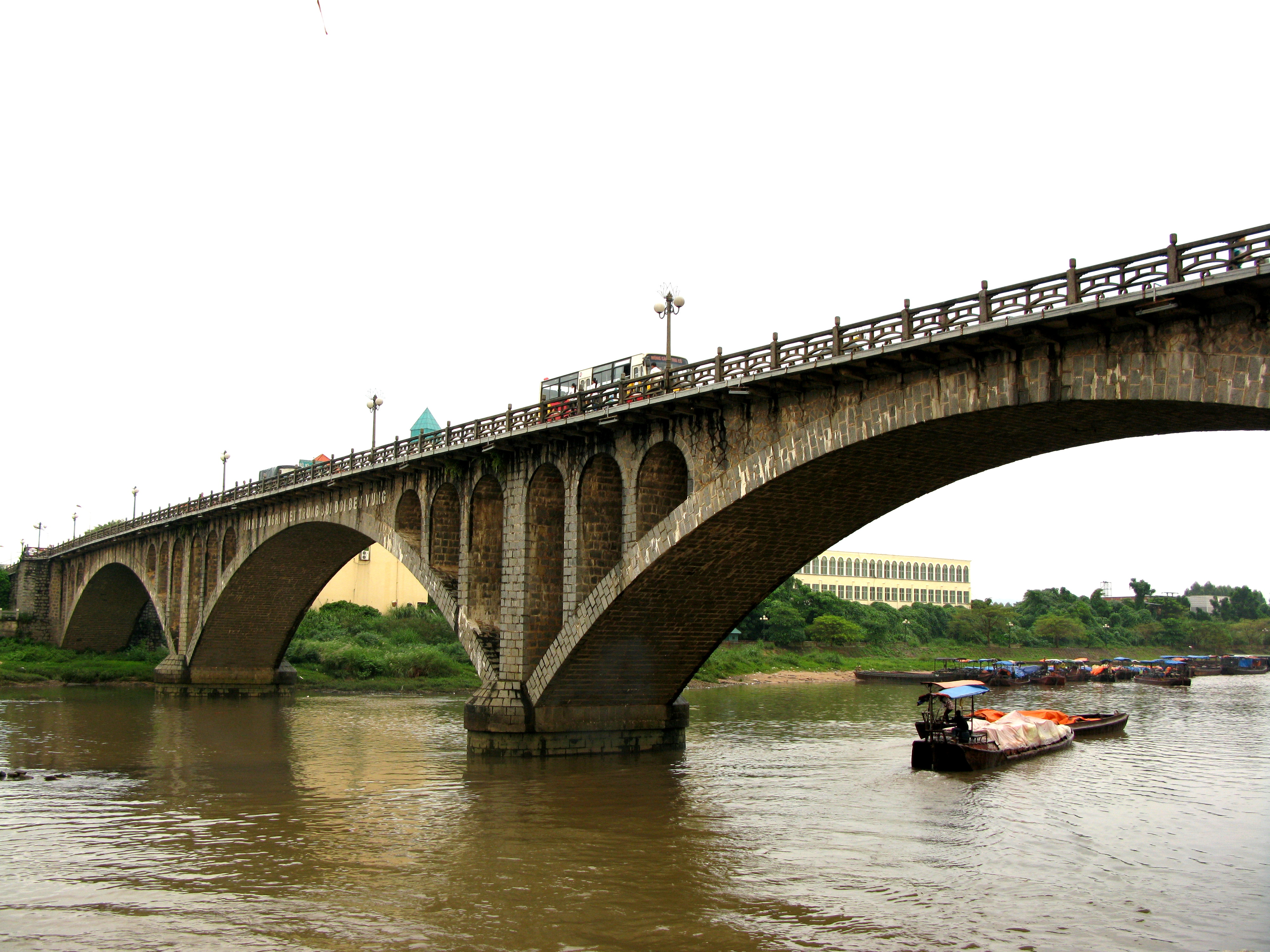
La rivière de Beilun traversant Móng Cái, dans la province de Quảng Ninh, au Việt Nam

La rivière de Beilun (en Mandarin: 北仑河;  en Hanyu pinyin: Běilún hé), (en vietnamien: sông Ka Long), ou bien la rivière Bắc Luân, est une rivière de la région autonome Zhuang du Guangxi dans le sud-ouest de la Chine et de la province de Quảng Ninh dans le Nord-Est du Viêt Nam. Elle longe à peu près la frontière terrestre entre la Chine et le Viêt Nam.

## Hydrographie
La rivière prend sa source dans la chaine des Monts Wuyi et se jette dans la mer de Chine orientale. Son bassin versant couvre une large zone, la rivière joue un rôle clé dans le transport maritime et la gestion de l'eau dans la région. Elle est premièrement en Asie du Sud-Est, elle est un cours d'eau et un affluent de la mer de Chine méridionale, passant par le Viêt Nam, plus précisement par Móng Cái, ensuite, elle longe la frontière entre la Chine et le Viêt Nam, jusqu'à Thán Phún.

Cette rivière peut être qualifiée comme transrégionale, car elle passe par l'Asie du Sud-Est (Viêt Nam), et après, par l'Asie de l'Est (Chine).